# Westerlee (Groningue)
Pour les articles homonymes, voir Westerlee.
Westerlee est un village situé dans la commune néerlandaise d'Oldambt, dans la province de Groningue. Le 1er janvier 2005, le village comptait 1 615 habitants.
Westerlee a été une commune indépendante jusqu'au 1er août 1821, date de son rattachement à Scheemda. Depuis le 1er janvier 2010, la localité fait partie de la commune d'Oldambt.